# Adolphe Guénée
Louis Adolphe Guénée (Paris, 1er décembre 1818 - Paris 11e, 12 juillet 1877) est un auteur dramatique français.

## Biographie
Fils d'un chef d'orchestre du Palais-Royal, il fait ses études au Collège Bourbon et débute en 1838 au Théâtre de la Gaîté.
Directeur de l'arrondissement théâtral de Caen, ses pièces ont été représentées sur les plus grandes scènes parisiennes du XIXe siècle : Théâtre des Folies-Dramatiques, Théâtre des Délassements-Comiques, Théâtre du Palais-Royal etc.

## Œuvres
- L'Orphelin du parvis Notre-Dame ou la Jeunesse de d'Alembert, comédie-vaudeville en 1 acte, 1838
- La France et l'industrie, vaudeville allégorique en 1 acte, à propos de l'exposition des produits de 1839, avec Pierre Tournemine, 1839
- Les Guerres de Paris, vaudeville populaire en trois actes, avec Tournemine, 1839
- Une mauvaise plaisanterie, vaudeville en 1 acte, avec Jules Brésil, 1839
- Tiennette ou le Racoleur et la Jeune Fille, vaudeville en un acte, avec Alexandre Ferré, 1839
- L'Inondation de Lyon, épisode des désastres du Midi, en 2 actes et 3 tableaux, 1840
- Le Bijoutier de Nuremberg, ou Elle me console, drame en 3 actes, avec Potier, 1840
- La Femme de l'émigré, drame en 2 actes mêlé de chants, avec Georges Fath, 1840
- Les Gueux de Paris, épisode de 1625, vaudeville populaire en 3 actes, avec Tournemine, 1841
- 1842 à l'hôtel Bullion, revue en 1 acte mêlée de couplets, avec Auguste Jouhaud, 1842
- Les Enfants peints par eux-mêmes, revue-vaudeville en 1 acte, avec Alexandre Auguste de Berruyer, 1842
- La Fille du ciel ; précédée de L'Île des lutins, prologue en 1 acte, avec Clairville, 1843
- L'Histoire des écoles, revue de sept siècles en 6 actes et 10 parties, avec Tournemine, 1843
- Les Jolies Filles du Maroc, pièce en 3 actes, mêlée de couplets, avec Louis Couailhac et Alfred Desroziers, 1844
- L'Oiseau de paradis, pièce-féerie en 3 actes et 14 tableaux, avec Couailhac et Desroziers, 1846
- O'Néa, ou Taïti et Versailles, pièce en 3 actes mêlée de chant, avec Couailhac, 1847
- Le Président d'Entrecasteaux ou le parlement et les Jésuites, scène historique du XVIIIe siècle (1773-1784), 1847
- La Reine Argot, parodie de La Reine Margot d'Alexandre Dumas, en 3 actes, 7 tableaux et en vers, avec Leprévost et Lubize, 1847
- 23 et 24 février ou le Réveil du peuple, tableau patriotique en 1 acte fait entre 2 barricades, avec Marc Leprévost et Jouhaud, 1848
- Un voyage en Icarie, à-propos en 1 acte, mêlé de couplets, 1848
- La Graine de mousquetaires, vaudeville en 5 actes, avec Paul de Kock, 1849
- Rhum, à propos mêlé de couplets, avec Clairville et Leprévost, 1849
- Gâchis et poussière, revue en 3 actes et 12 tableaux, avec Delacour, 1850
- Voilà le plaisir, mesdames !, revue en 4 actes et 16 tableaux, avec Delacour, 1851
- Le Porte-drapeau d'Austerlitz, drame en 1 acte, mêlé de chant, 1852
- Les Variétés de 1852, revue-féerie en 4 actes et 12 tableaux, suivie de la 2999e représentation de la Femme aux camélias, parodie en 1 acte, avec Delacour et Lambert-Thiboust, 1852
- Une femme qui se grise, vaudeville en 1 acte, avec Alfred Delacour et Lambert-Thiboust, 1853
- Un gendre en mi-bémol, folie-vaudeville en 1 acte, avec Alexandre Flan, 1853
- L'Alma, à propos patriotique mêlé de couplets, en 1 tableaux, avec Amédée de Jallais, 1854
- La Fille du feu, féerie en 3 actes et 8 tableaux, avec Monnier, 1854
- La Queue de la comète, revue de 1853, en 3 actes et 4 tableaux, avec Eugène Cormon et Eugène Grangé, 1854
- Les Toiles du Nord, parodie de l'Étoile du Nord, en 3 actes et 4 tableaux, précédée de Devant le rideau, prologue, avec Monnier et Flan, 1854
- Voilà ce qui vient de paraître, revue de l'année 1854, en 3 actes et 16 tableaux, avec Potier, 1854
- La Dame aux trois maris, vaudeville en 1 acte, avec Potier, 1855
- L'Enfant du petit monde, vaudeville en 3 actes, avec Potier, 1855
- Dzing ! Boum ! Boum !, revue de l'Exposition en 3 actes et 16 tableaux, avec Potier et Eugène Mathieu, 1855
- La Vivandière des zouaves, monologue-vaudeville en 1 acte, 1855
- Allons-y gaiment, revue de 1856, en 3 actes et 14 tableaux, avec Charles Potier, 1856
- Les Dragées du 16 mars, à-propos mêlé de couplets, avec Potier, 1856
- Si j'étais riche, comédie vaudeville en 1 acte, avec Potier, 1856
- Vous allez voir ce que vous allez voir, revue de l'année 1855, en 3 actes et 16 tableaux, avec Potier, 1856
- Les Délassements à la belle-étoile, prologue d'ouverture en 2 tableaux, avec Albert Monnier, 1857
- Le Premier Feu, vaudeville en 1 acte, avec Potier, 1857
- En avant, marche !, revue de l'année 1857, en 3 actes et 16 tableaux. La Guerre des saisons, prologue, avec Potier, 1857
- Dans une cave, vaudeville en 1 acte, avec Jules Renard, 1858
- Le Marquis de Carabas, vaudeville en 1 acte, avec Théodore Faucheur, 1858
- Tout Paris y passera, revue de 1858, en 3 actes et 14 tableaux, précédée de Paris sur scène, prologue, avec Potier, 1858
- L'Aveugle de Bagnolet, drame-vaudeville en 3 actes, avec Charles Deslys, 1859
- Huis clos, comédie en 1 acte, avec Adolphe Marquet et Charles Lecocq, 1859
- Monsieur Croquemitaine, comédie mêlée de chant, avec Faucheur, 1860
- L'Œuf de Pâques, ou le Billet à ordre, comédie mêlée de chant, avec Faucheur, 1860
- Le 16 décembre, scène dramatique et lyrique exécutée sur le Grand théâtre de Gand à l'occasion de l'anniversaire de la naissance de Sa Majesté le roi Léopold Ier le 14 décembre 1860, avec Albert Vizentini, 1860
- La Routine et le Progrès, prologue d'ouverture mêlé de couplets, 1861
- Tout Rouen y passera, et la Bouille aussi, grande féerie-revue rouennaise en 5 actes et 24 tableaux, à grand spectacle, 1864
- Bobino vit encore, revue en 3 actes et 10 tableaux, 1866
- La Fée aux amourettes, comédie-vaudeville en 5 actes, avec de Kock, 1867
- Deucalion et Pyrrha, pastorale mythologique, avec Clairville, 1870
- Antoine et Cléopâtre, opérette en 1 acte, 1876
- Sébastopol, à propos patriotique, avec de Jallais, non daté